# فيليبو بيرا
فيليبو بيرا (بالإيطالية: Filippo Berra)‏ (6 فبراير 1995 بأوديني في إيطاليا - ) هو لاعب كرة قدم إيطالي في مركز الدفاع.

## روابط خارجية
- فيليبو بيرا على موقع قاعدة بيانات كرة القدم.إي يو (الإنجليزية)
- فيليبو بيرا على موقع عالم كرة القدم.نت (الإنجليزية)
- فيليبو بيرا على موقع AS.com (الإسبانية)